# Signild och hennes vänner
Signild och hennes vänner: Ett exempel för unga flickor är en barnbok av Amanda Kerfstedt utgiven 1865 på Sigfrid Flodins förlag. Boken utgavs under pseudonymen "...y".
Berättelsen skrevs då Kerfstedts son Hellen Lindgren var åtta år gammal 1865 och låg sjuk i strypsjuka. Modern vårdade honom i hemmet och för att fördriva tiden samt för att dämpa sin oro för honom började hon att berätta egna påhittade historier. Några dagar senare tillfrisknade sonen och övertalade då modern att publicera två av dem, varav den ena var Signild och hennes vänner.